# Festival Internacional de Cine de Cartagena de Indias
El Festival Internacional de Cine de Cartagena de Indias - FICCI - es un espacio cultural cinematográfico de carácter internacional que se lleva a cabo desde el año 1960 en Cartagena de Indias, Colombia, siendo el evento cinematográfico más antiguo de Latinoamérica. La edición número 62 del festival se celebró desde el 22 hasta el 27 de marzo del año 2023. 
Se destaca, entre otras cosas, por contar con invitados especiales de elevado prestigio internacional, como por ejemplo Tilda Swinton, Maribel Verdú, Gaspar Noé, Darren Aronofsky, Pablo Trapero, Kim Ki-duk, Harvey Keitel, Olivier Assayas y Gael García Bernal, Rossy de Palma, Michael Shannon y Terry Gilliam.
El festival se realiza anualmente por la Corporación Festival de Cine de Cartagena, otorgando la estatuilla India Catalina a lo mejor del cine Iberoamericano siendo el único festival de la región que ostenta el carácter competitivo especializado para el cine iberoamericano[cita requerida], condición que le fue otorgada por la Federación Internacional de Asociaciones de Productores Cinematográficos (FIAPF).

## Dirección del festival
- Hernán Piñeres: presidente de la junta directiva
- Alessandro Basile: director general
- Ansgar Vogt: director artístico

## Historia del festival

### Orígenes
En 1959, un grupo de empresarios y personalidades del mundo cultural de Cartagena, encabezado por Víctor Nieto Núñez, inicia los contactos con la Federación Internacional de Asociaciones de Productores Cinematográficos, a través de la Embajada de Colombia en París (Francia), con el fin de organizar un festival internacional de cine, aprovechando las ventajas comparativas ofrecidas por Cartagena, nueva sede del desarrollo turístico nacional, gracias a sus fortalezas históricas y bellezas naturales.

Afiche oficial del FICCI 58 (28 de febrero al 5 de marzo de 2018)

A lo largo del siglo XX Cartagena había sido un escenario fundamental para el desarrollo del cine y la cultura colombiana. La ciudad, además de disputarse con Bucaramanga la sede de la primera proyección cinematográfica a fines del siglo XIX, experimentó a principios del siglo XX una reactivación económica que la sacó de la prolongada postración demográfica y económica derivada de los sucesos independentistas del siglo XIX.
Desde muy temprano, con el concurso del empresariado local, se abrieron salas de cine, en principio primitivas e incómodas, que luego, con el curso del tiempo mejoraron su capacidad y su influencia en el marco de la sensibilidad urbana local.
El cine colombiano y el cine latinoamericano comparten una de las dificultades centrales del desarrollo de la mayoría de los cines nacionales.
La ausencia de promoción y divulgación de realizadores y obras, el conocimiento y reconocimiento de los públicos de sus propios países y la falta de un mercado nacional que permita la sobrevivencia y expansión del cine nacional como industria, hacen del festival de cine un escenario especial no solo para enfrentar, en forma crecientemente exitosa, tales problemas comunes a la cinematografía del área, sino para procurar en especial el desarrollo industrial del cine colombiano.

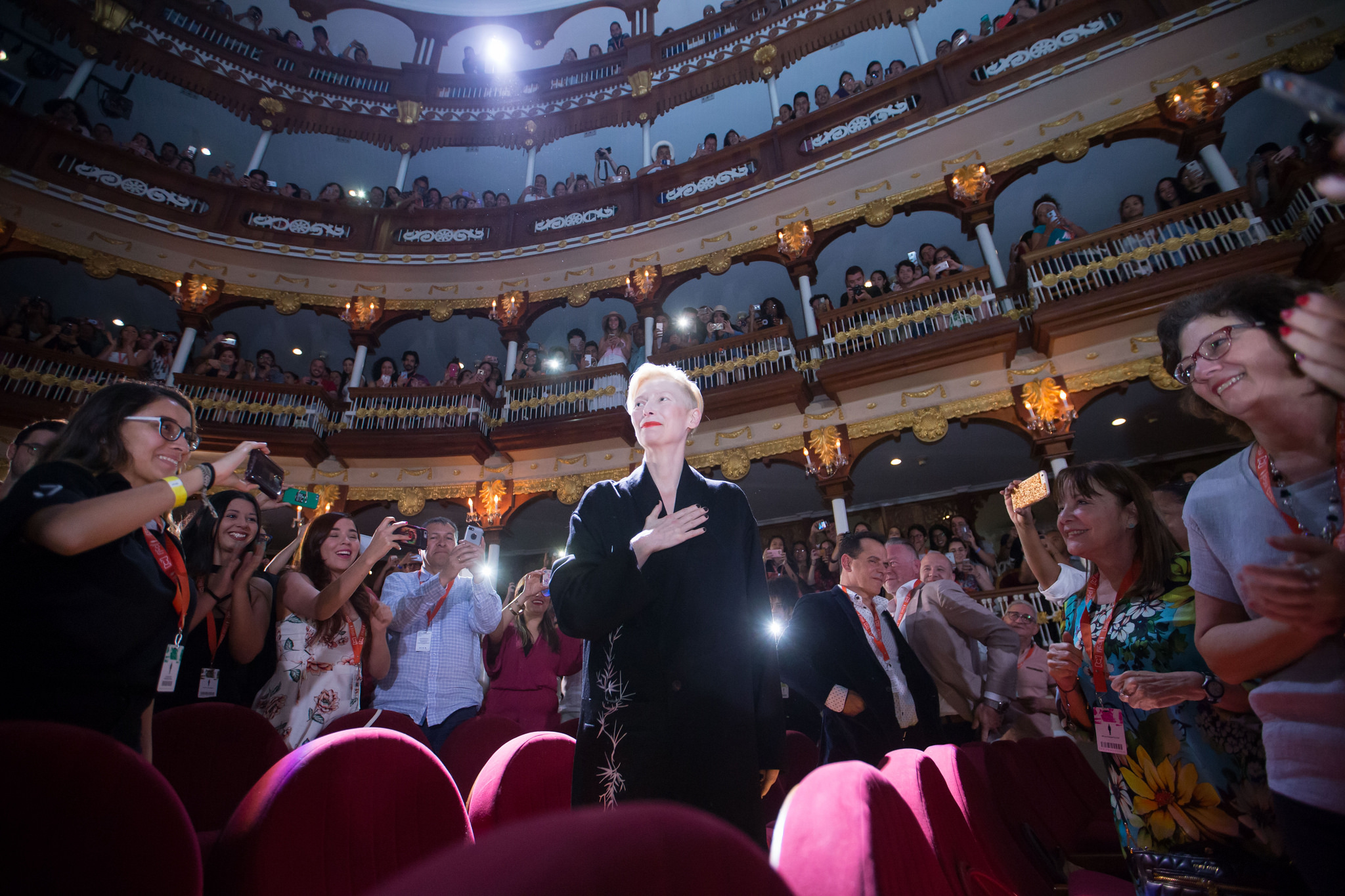
La actriz británica Tilda Swinton durante su tributo en el FICCI 58 (2018).

Para tal efecto, se esmera por su muestra y promoción nacional e internacional, por su estímulo a acuerdos de coproducción y producción, por su capacidad relacional de todos los estamentos del mundo del cine Colombiano (productores, realizadores, actores, actrices, guionistas, críticos, cineclubistas, medios de información, etc.) y por la discusión de nuevos proyectos cinematográficos y la formación de públicos.
Por su carácter, definido en los años setenta, el Festival promueve la diversidad cultural, al propiciar y realizar la exhibición de obras de los países iberolatinoamericanos y caribeños, la más amplia recepción y discusión de las obras, historias, tendencias y realizaciones de los cines nacionales de esta parte del mundo que significan, las obras en sí, representaciones artísticas identitarias de los países participantes.Dados los criterios de selección del festival, cada película participante constituye un genuino mensaje de identidad, presentado a través de un relato cinematográfico, en el que se trasmiten valores básicos del ser nacional y latinoamericano, y de la vida social y cotidiana de los pueblos y las naciones representados, las apropiaciones de la memoria histórica y las representaciones de la viva contemporaneidad.

## Características

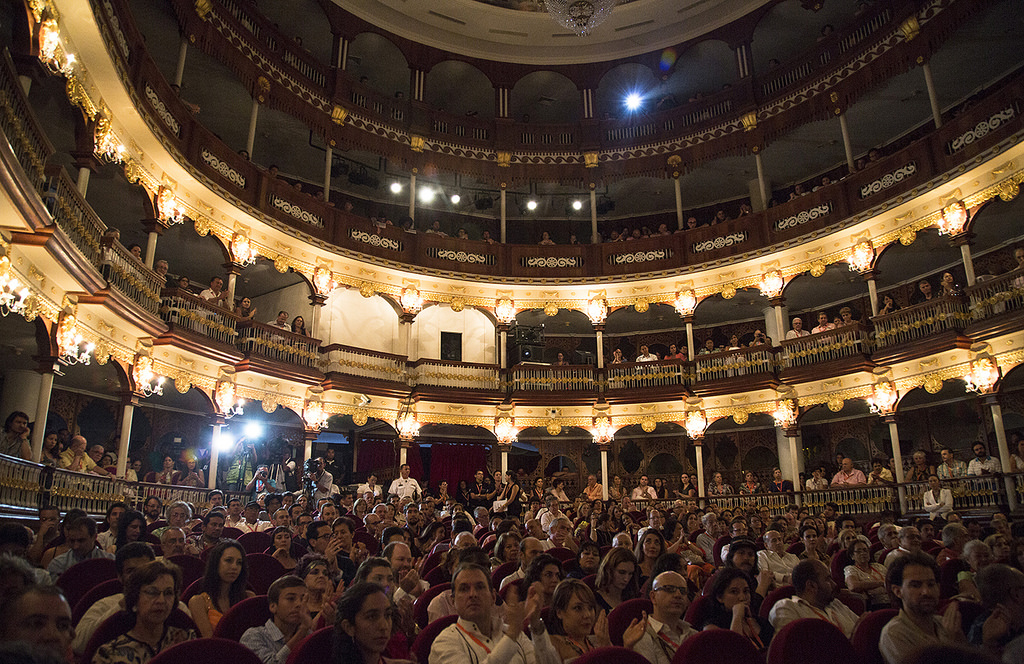
Teatro Adolfo Mejía, una de las sedes principales del Festival.

En el festival se exhiben alrededor de 140 películas, algunas de las cuales tienen su estreno mundial durante el evento. Lo ganadores son elegidos por un jurado internacional. 
El festival también realiza premiaciones especiales para el cine y la televisión de Colombia, esta última se realiza desde 1984 y en el año 2007 aumentó el número de categorías premiadas en 19. También cuenta con una competencia de cortometrajes iberoamericanos y video de jóvenes creadores colombianos.
La premiación del festival es trasmitida por RTVC Sistema de Medios Públicos, Telepacífico  quienes dan mayor relevancia en su trasmisión a la premiación de programas de televisión.
Las secciones competitivas del festival son unas de las principales ventanas para la exhibición y circulación del cine en el continente. En las más recientes ediciones del FICCI, han sido premiadas producciones como Boi Neon de Gabriel Mascaro, Ixcanul de Jayro Bustamante, La Once de Maite Alberdi, Tabú de Miguel Gomes, El estudiante de Santiago Mitre, Post Mortem de Pablo Larraín, Gigante de Adrián Biniez (Uruguay), entre otros tantos.
Adicionalmente, el festival ha mostrado un gran compromiso con la promoción del cine hecho en Colombia, lanzando y apoyando películas que tienen su estreno mundial o latinoamericano en el evento. Bajo esta óptica películas como Los nadie de Juan Sebastián Mesa (Venecia, 2016), Alias María de José Luis Rugeles (Cannes, 2015), Los colores de la montaña de Carlos César Arbeláez (San Sebastián, 2010), Chocó de Jhonny Hendrix Hinestroza (Berlín, 2012), o Roa de Andrés Baiz (Chicago, 2014),  The Smiling Lombana, de Daniela Abad (2018),  Niña Errante de Rubén Mendoza (2018),  El Silencio de los Fusiles de Natalia Orozco (2017) han sido las producciones encargadas de inaugurar el FICCI en sus últimas ediciones.

### Criterios de selección

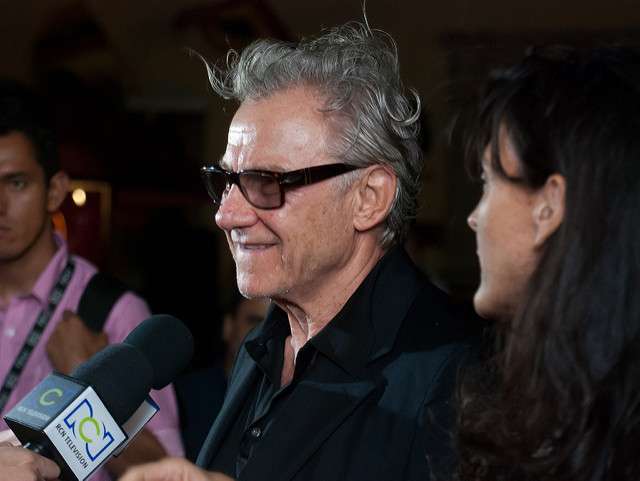
El actor Harvey Keitel en la edición 53 del festival.

Desde sus inicios, el Festival de Cine de Cartagena ha dado la prioridad en la selección de las películas a las que promueven los temas de la identidad cultural de los países de iberoamerica, tales como: la vida social y la cotidianeidad de las naciones que representan. Todo esto, con el fin de promover la hermandad entre los pueblos de la región, reconocer su diversidad cultural y audiovisual y subrayar el derecho a las imágenes e historias propias.

## Puerto Lab y Puerto FICCI
Dentro de la oferta de actividades y eventos destacados en el festival, destacan PuertoLab y Puerto FICCI.
Puerto Lab es un premio de postproducción, en una iniciativa del Festival Internacional de Cine de Cartagena de Indias, que busca apoyar a directores iberoamericanos en sus primeras películas y hacer posible la finalización de estas. En la más reciente edición de PuertoLab se inscribieron 112 cintas iberoamericanas de directores de primeras, segundas y terceras películas.
Por otro lado Puerto FICCI es un espacio para quienes desde sus diversos oficios en el sector audiovisual, encuentran el lugar para reflexionar, instruirse, intercambiar, sortear, vender, diversificar y ampliar sus ideas a partir del intercambio. La iniciativa está apalancada en el networking, los proyectos, las películas en proceso de terminación y las clases magistrales con expertos.
Año tras año, durante el festival, en cada esquina de Cartagena nacen nuevas ideas, se cierran negocios de la industria del cine, se firman acuerdos, se encuentran directores con productores de diversos países de nuestro continente, se hacen alianzas, socios y amigos y, lo mejor, nacen nuevas películas. Puerto FICCI promueve la construcción de este andamiaje para seguir soñando con la posibilidad de crear un cine con una identidad que lleve la marca del festival.

## Cine en los Barrios
Cine en los Barrios, como lo soñaron sus fundadores Víctor Nieto y Jorge García Usta, es un espacio alternativo de encuentro entre las comunidades, el cine y sus realizadores.
El FICCI le apuesta a la inclusión a través de Cine en los Barrios, expandiendo la experiencia del cine para llevar más de 70 cortometrajes procedentes de los más diversos rincones del planeta a corregimientos de Cartagena y municipios de Bolívar.
Algunos largometrajes en competencia y fuera de ella, son proyectados en escuelas, universidades, fundaciones, cárceles, hospitales, iglesias, bibliotecas, asilos y centros culturales durante la semana del festival en una experiencia única que reúne a realizadores, productores, actores y público.

## Invitados al festival
Cada año el festival invita a reconocidos personajes de la industria audiovisual, bajo los cuales se realizan actividades que giran en torno a ellos y a su impacto en el cine a nivel mundial a través de sus filmografías. Esta es la lista de invitados especiales en las últimas ediciones del FICCI:
| Año  | Edición | Nombre                      | Profesión |
| ---- | ------- | --------------------------- | --- |
| 2018 | 58      | Tilda Swinton               | Actriz y modelo británica, ganadora del Premio Óscar y el BAFTA                                                                                |
| 2018 | 58      | Maribel Verdú               | Actriz española, ganadora de dos Premios Goya                                                                                                  |
| 2018 | 58      | Bruno Dumont                | Director de cine francés |
| 2018 | 58      | Owen Wilson                 | Actor de cine, humorista y guionista estadounidense.                                                                                           |
| 2017 | 57      | Denis Lavant                | Actor francés |
| 2017 | 57      | Vincent Cassel              | Actor de cine francés |
| 2017 | 57      | Apichatpong Weerasethakul   | Director, productor y guionista de cine independiente tailandés.                                                                               |
| 2016 | 56      | Susan Sarandon              | Actriz y productora estadounidense de cine y televisión. Ganadora del Óscar en 1995 por Dead Man Walking                                       |
| 2016 | 56      | Brillante Mendoza           | Director de cine filipino. |
| 2016 | 56      | Luis Ospina                 | Director, montajista, guionista y productor de cine colombiano, reconocido por integrar el mítico grupo de Caliwood.                           |
| 2016 | 56      | Gaspar Noé                  | Guionista y Director de cine argentino radicado en Francia                                                                                     |
| 2016 | 56      | Sharunas Bartas             | Director de cine Lituano. |
| 2016 | 56      | Viktor Kossakovsky          | Director de cine Ruso. |
| 2015 | 55      | Michael Fitzgerald          | Productor estadounidense de cine independiente.                                                                                                |
| 2015 | 55      | Darren Aronofsky            | Director de cine estadounidense, reconocido por películas como Requiem For a Dream, Black Swam y The Westler.                                  |
| 2015 | 55      | Pablo Trapero               | Director de cine argentino. Es uno de los máximos exponentes del nuevo cine argentino surgido a mediados de los años noventa.                  |
| 2015 | 55      | Kim Ki-Duk                  | Director de cine surcoreano, uno de los más conocidos representantes de la vanguardia cinematográfica de ese país.                             |
| 2015 | 55      | Raymond Depardon            | Fotógrafo y cineasta francés, fundador de la agencia Gamma.                                                                                    |
| 2015 | 55      | Rodrigo García Barcha       | Director de televisión y cine colombiano, hijo del escritor colombiano Gabriel García Márquez.                                                 |
| 2014 | 54      | Clive Owen                  | Actor británico reconocido por películas como Inside Man, Children of men y Closer.                                                            |
| 2014 | 54      | Alejandro González Iñárritu | Director de cine mexicano, ganador del Oscar por sus películas Birdman y The Revenant.                                                         |
| 2014 | 54      | Abbas Kiarostami            | Director de cine, guionista, productor y fotógrafo iraní, considerado uno de los más influyentes y controvertidos del Irán postrevolucionario. |
| 2014 | 54      | Pawel Pawlikowski           | Director de cine polaco, ganador del Oscar a Mejor película extranjera por Ida.                                                                |
| 2014 | 54      | John Sayles                 | Escritor, director y guionista estadounidense de cine independiente.                                                                           |
| 2013 | 53      | Harvey Keitel               | Actor estadounidense conocido por películas como Mean Streets, Taxi Driver y Reservoir Dogs.                                                   |
| 2013 | 53      | Aaron Eckhart               | Actor estadounidense conocido por películas como The Dark Knight, The Wickerman y Thank You for Smoking.                                       |
| 2013 | 53      | Julio Medem                 | Director, guionista y productor de cine español.                                                                                               |
| 2013 | 53      | Paul Schrader               | Guionista y director de cine estadounidense.                                                                                                   |
| 2013 | 53      | Bel Borba                   | Diseñador y artista gráfico/plástico brasilero.                                                                                                |
| 2013 | 53      | Raoul Peck                  | Director haitiano de documentales, nominado al Oscar.                                                                                          |
| 2013 | 53      | Cucu Diamantes              | Cantante y actriz cubana |
| 2013 | 53      | Catalina Sandino            | Actriz colombiana de cine nominada al Oscar por Maria, llena eres de gracia.                                                                   |
| 2013 | 53      | Éric Cantona                | Exfutbolista francés dedicado al mundo del cine y la publicidad.                                                                               |
| 2013 | 53      | Martina García              | Es una actriz colombiana de cine y televisión.                                                                                                 |
| 2013 | 53      | Andrea Echeverri            | Cantante de rock colombiana reconocida por liderar la agrupación Aterciopelados.                                                               |
| 2012 | 52      | Gael García Bernal          | Actor, productor y director de cine mexicano, ganador del Globo de Oro.                                                                        |
| 2012 | 52      | Isabella Rosellini          | Actriz italoestadounidense de cine, hija de Roberto Rossellini e Ingrid Bergman.                                                               |
| 2012 | 52      | Álex de la Iglesia          | Director, productor y guionista de cine español.                                                                                               |
| 2012 | 52      | Rodrigo Santoro             | Actor de cine y televisión brasileño. |
| 2012 | 52      | Roland Joffé                | Director de cine franco-británico de origen judío.                                                                                             |
| 2012 | 52      | Claire Denis                | Directora de cine nacida en Francia y profesora del European Graduate School en Saas-Fee, Suiza.                                               |
| 2012 | 52      | Héctor Babenco              | Cineasta brasileño de origen argentino. |
| 2011 | 51      | Olivier Assayas             | Director, guionista y crítico de cine francés.                                                                                                 |
| 2011 | 51      | Willem Dafoe                | Actor estadounidense de cine y teatro, coproductor y miembro fundador de la compañía teatral The Wooster Group.                                |
| 2011 | 51      | Geraldine Chaplin           | Actriz británica de cine, hija de Charles Chaplin.                                                                                             |
| 2011 | 51      | Luis Tosar                  | Actor y cantante español, ganador en tres ocasiones del Premio Goya.                                                                           |
| 2011 | 51      | Guillermo Arriaga           | Escritor, productor y director cinematográfico, conocido principalmente por los guiones de películas como Amores perros, 21 gramos, Babel,     |
| 2011 | 51      | Arturo Ripstein             | Director de cine mexicano, naturalizado español.                                                                                               |

## Palmarés
Competencia oficial iberoamericana.
Primeros, segundos o terceros largometrajes iberoamericanos de Ficción del director y que no hayan sido exhibidos previamente en Colombia:
| Año  | Edición | Película               | Director                                | País                 |
| ---- | ------- | ---------------------- | --------------------------------------- | -------------------- |
| 2019 | 59      |                        |                                         |                      |
| 2018 | 58      | Cocote                 | Nelson Carlo de los Santos Arias        | República Dominicana |
| 2017 | 57      | Viejo Calavera         | Kiro Russo                              | Bolivia              |
| 2016 | 56      | Boi Neon               | Gabriel Mascaro                         | Brasil               |
| 2015 | 55      | Ixcanul                | Jayro Bustamante                        | Guatemala            |
| 2014 | 54      | Tierra en la lengua    | Rubén Mendoza                           | Colombia             |
| 2013 | 53      | Tabú                   | Miguel Gomes                            | Portugal             |
| 2012 | 52      | El estudiante          | Santiago Mitre                          | Argentina            |
| 2011 | 51      | Post mortem            | Pablo Larraín                           | Chile                |
| 2010 | 50      | Gigante                | Adrián Biniez                           | Uruguay              |
| 2009 | 49      | Lake Tahoe             | Fernando Eimbcke                        | México               |
| 2008 | 48      | Maldeamores            | Carlitos Ruiz Ruiz y Mariem Pérez Riera | Puerto Rico          |
| 2007 | 47      | La edad de la peseta   | Pavel Giroud                            | Cuba                 |
| 2006 | 46      | La última luna         | Miguel Littín                           | Chile                |
| 2005 | 45      | Sumas y restas         | Víctor Gaviria                          | Colombia             |
| 2004 | 44      | Carandiru              | Héctor Babenco                          | Brasil               |
| 2003 | 43      | Ciudad de Dios         | Fernando Meirelles                      | Brasil               |
| 2002 | 42      | Lavoura Arcaica        | Luiz Fernando Carvalho                  | Brasil               |
| 2001 | 41      | Eu Tu Eles             | Andrucha Waddington                     | Brasil               |
| 2000 | 40      | Garage Olimpo          | Marco Bechis                            | Argentina            |
| 2000 | 40      | Orfeu                  | Carlos Diegues                          | Brasil               |
| 1998 | 38      | Bajo bandera           | Juan José Jusid                         | Argentina            |
| 1993 | 33      | O Corpo                | José Antonio García                     | Brasil               |
| 1992 | 32      | Tacones lejanos        | Pedro Almodóvar                         | España               |
| 1991 | 31      | Yo, la peor de todas   | María Luisa Bemberg                     | Argentina            |
| 1990 | 30      | La Tigra               | Camilo Luzuriaga                        | Ecuador              |
| 1986 | 26      | Visa USA               | Lisandro Duque Naranjo                  | Colombia             |
| 1985 | 25      | Oriana                 | Fina Torres                             | Venezuela            |
| 1979 | 19      | El pez que fuma        | Román Chalbaud                          | Venezuela            |
| 1977 | 17      | Cantata de Chile       | Humberto Solás                          | Cuba                 |
| 1976 | 16      | Furtivos               | José Luis Borau                         | España               |
| 1974 | 14      | Los siete locos        | Leopoldo Torre Nilsson                  | Argentina            |
| 1973 | 13      | Espejismo              | Armando Robles Godoy                    | Perú                 |
| 1972 | 12      | Juan Lamaglia y Sra.   | Raúl de la Torre                        | Argentina            |
| 1969 | 9       | El dependiente         | Leonardo Favio                          | Argentina            |
| 1962 | 2       | El pagador de promesas | Anselmo Duarte                          | Brasil               |
| 1961 | 1       | La cucaracha           | Ismael Rodríguez                        | México               |